# A történelmi kardvívás alapjai
A történelmi kardvívás alapjai  című e-könyv Barta Emil víváskutató 2016-ban közreadott vívókönyve.

## Grundvívás

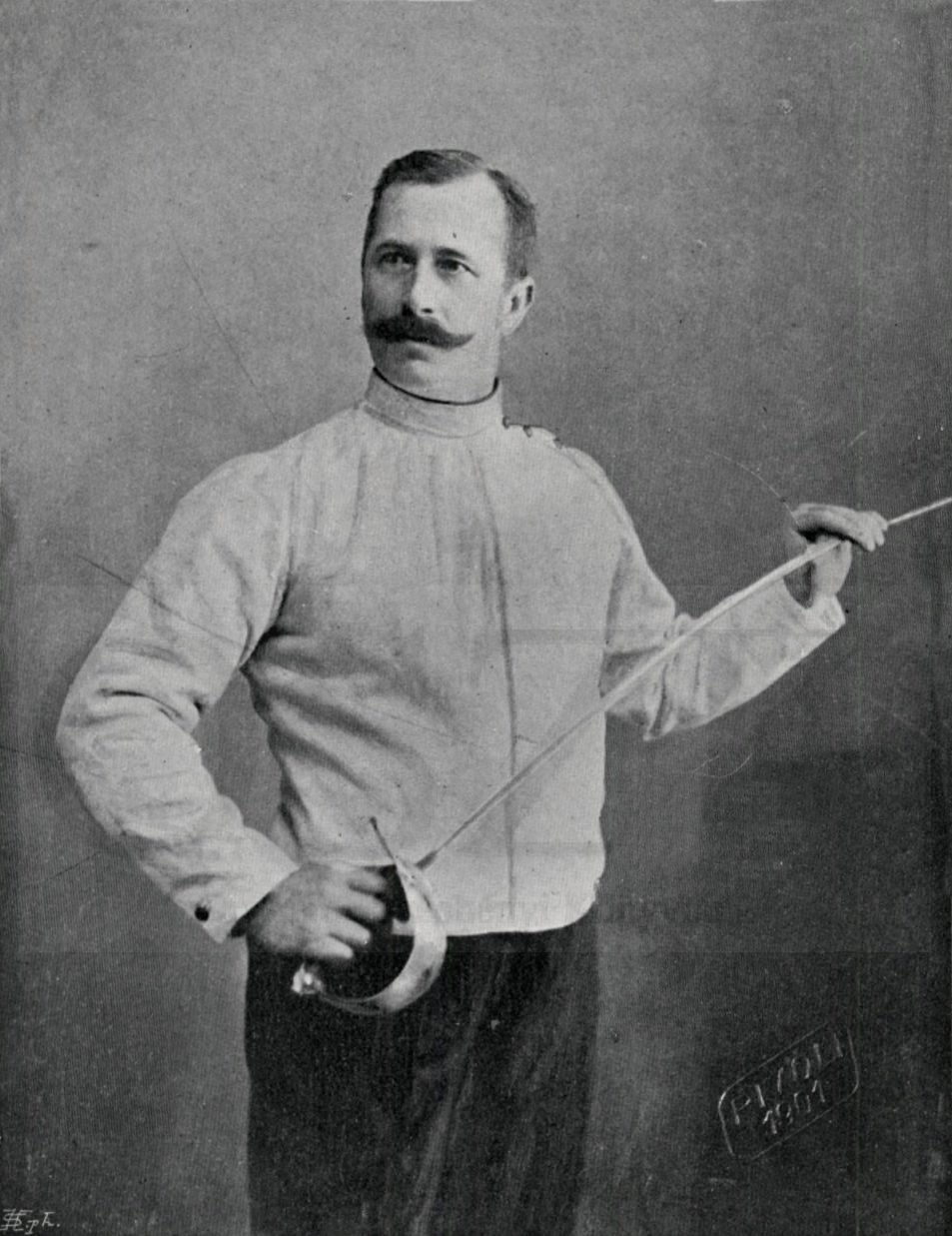
Arlow Gusztáv vívómester

A kötet megírásakor a szerző elsősorban Gerentsér László A modern kardvívás (1944) c. vívókönyvét, valamint lovag Arlow Gusztáv Kardvívás (1902) c. művét használta a tananyag és a módszertani megközelítés kidolgozásához. Továbbá Duronelly László, Gerevich Aladár, Lukovich István, Ozoray-Schenker Zoltán, Szepesi László modern kardvívásról szóló könyvei képezték a segédletben megfogalmazott koncepció alapját. Szakmai szempontból a módszertani segédletet Patócs Béla a Diósgyőri Vívó Egyesület vezetőedzője lektorálta.
A rendszer egyik lényeges vonása, hogy egy megfelelően szabályozott, biztonságos és komolyabb anyagi ráfordításokat nem igénylő környezetet teremt az európai történelmi vívás gyakorlásához, miközben komoly intellektuális és testi kihívásokkal szembesíti a résztvevőket. Fontos hangsúlyozni, hogy a rendszer kizárólag a történelmi európai hagyományokból kíván meríteni és nem használja fel más, főleg távol-keleti vívóhagyományok egyes elemeit, mivel Európa döbbenetesen gazdag vívóirodalmának tanulmányozása során ténylegesen megtapasztaltuk, hogy őseink már mindent kitaláltak, amit tudni lehet és érdemes a vívásról. Tiszteljük az európai kultúrkörön kívüli hagyományokat követő hazai és külhoni vívókat, de mi elsősorban a saját vívókultúránkat szeretnénk megismerni és megélni!
A szerző saját megfigyeléseit, a régi vívókönyvekben fellelhető tudást és a modern sportmódszertani irányelveket kívánta egy olyan egységes rendszerbe foglalni, amely lehetőséget biztosítana az érdeklődőknek, hogy akár önállóan is elkezdjék a történelmi vívás tanulását.

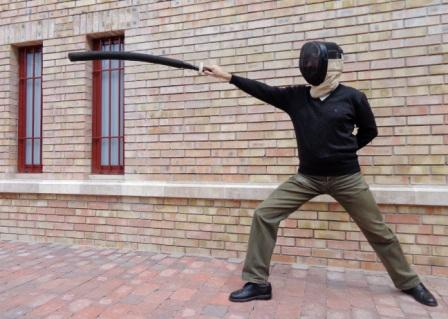
Egy grundvívó gyakorlás közben

A rendszer gyakorlati ismeretanyagának összeállítása és kipróbálása során a víváskutató felkereste azokat a hazai vívócsoportokat, -iskolákat, hagyományőrző egyesületeket, melyek a vívás nem olimpiai változataival foglalkoznak. A megismert vívásfajták a japán kendótól a magyar baranta szablyavívásig, a középkori hosszúkardvívástól (Ars Ensis) a XIX. századi magyar párbajvívásig terjedtek.

## Könyvismertető
A könyv összefoglalja a szerző elmúlt 8 évben felhalmozott elméleti ismereteit és gyakorlati vívótapasztalatait, melyeket az ország több hagyományőrző vívócsoportjában szerzett, megtapasztalva a vívás számos változatát a japán kendótól a magyar barantáig, a középkori hosszúkardvívástól a modern olimpiai kardvívásig.

## Tartalom
| I. rész | I. rész | I. rész |
| --- | ------- | ------- |
| - 1. Kezdeti lépések - 2. Az eszközök - 3. A sportvívás és a történelmi vívás összehasonlítása - 4. Hogyan érdemes elkezdeni? - 5. Az edzésterv - 6. Az edzőtársak - 7. Hogyan használjuk a könyvet? - 8. A képek |         |         |

| II. rész | II. rész | II. rész |
| --- | -------- | -------- |
| - 1. edzés: Alapállás, vívóállás, lépés előre. A kard részei - 2. edzés: Fegyveres alapállás, üdvözlés. Lépés előre, lépés hátra. Kézhelyzetek karddal - 3. edzés: Szúrás testre (kis- és középtávolság). Védések: tercvédés, kvartvédés - 4. edzés: Kitörés, szúrás testre kitöréssel. Fejvágás (kis- és középtávolság). Kvintvédés - 5. edzés: Mell-, oldalvágás (kis- és középtávolság) - 6. edzés: Külső és belső arcvágás (kis- és középtávolság). Kettős lépés előre. Átmenetek - 7. edzés: Előrelépés + kitörés: fegyver nélkül, szúrással, fejvágással - 8. edzés: Hasvágás (kis- és középtávolság). Mell-, oldal- és hasvágás (nagytáv.) Keresztlépés hátra (fegyvertelen) - 9. edzés: Belső és külső arcvágás (nagytávolság). Keresztlépés előre - 10. edzés: Keresztlépések vonalban tartott karddal. Fokél. Szabadvívás (sportszabályok) - 11. edzés: Átmenetek (hárítás, meghívás). Egyenes vágás: kézről vett tempó - 12. edzés: Hárítás és támadás - 13. edzés: Támadás, hárítás és visszatámadás - 14. edzés: Alsó hasvágás. Vonalak. Kötések (1. rész) - 15. edzés: Kötések (2. rész). Hátraugrás. Szabadvívás - 16. edzés: Ütések (1. rész) - 17. edzés: Ugrás előre. Ütések (2. rész) - 18. edzés: Pengekerülések (1. rész). Pengetámadások védése - 19. edzés: Ugrás előre - kitörés. Módosított védések - 20. edzés: Pengekerülések (2. rész). Szabadvívás - 21. edzés: Karvágások (1. rész). Fordított alternatív vívóállás, lépések, kitörés - 22. edzés: Cselek (1. rész): egyes cseltámadások - 23. edzés: Karvágások (2. rész). Fokvágások. Vágáskombinációk - 24. edzés: Cselek (2. rész): kettős cselek - 25. edzés: Cselriposztok gyakorlása. Cselriposztok hárítása - 26. edzés: Testcselek alkalmazása. Dobbantás. Cselek a pengetámadások után - 27. edzés: Elővágások (1. rész) - 28. edzés: Elővágások (2. rész) - 29. edzés: Közbevágások. Feltartó szúrások - 30. edzés: Csak szabadvívás - 31. edzés: Vonali hárítási rendszer: szekondvédés - 32. edzés: Vonali hárítási rendszer: prímvédés. Átmenetek - 33. edzés: Pengekerülések, ütések prím és szekond meghívás ellen. Magas szekond - 34. edzés: Szekszt-, szeptimvédés. Kötött akciók. Oldalmozgás - 35. edzés: Egyéb hárítások. 2-ik szándékú támadások (1.): szokásos riposztok ellen - 36. edzés: 2-ik szándékú támadások (2.): közbetámadások ellen. Vágáskombinációk - 37. edzés: Megismételt támadások - 38. edzés: Átvett támadások - 39. edzés: Nyomás, lefegyverzés, csavarás - 40. edzés: Lábtámadás (1. rész): belső és külső combvágás - 41. edzés: Lábtámadások (2. rész): belső és külső lábszárvágás - 42. edzés: Meyer vívótípusai - 43. edzés: Lábtámadások (3. rész). Belépés mint védekezés - 44. edzés: Szabálytalan vívók (naturalisták) - 45. edzés: Lábtámadások előkészítése. Egyenes lendítések - 46. edzés: Körszerű lendítések. Balkezes vívók - 47. edzés: A védekezés fontossága - 48. edzés: Ívesebb szablyák használata - 49. edzés: Vívástechnikai csemegék - 50. edzés: Grundvívás (felszerelés, küzdőtér, bíráskodás, szabályok) - 51. edzés: És némi ráadás... |          |          |

| III. rész | III. rész | III. rész |
| --- | --------- | --------- |
| - 1. Hogyan tovább? - 2. Köszönetnyilvánítás - 3. Ami kimaradt a könyvből Mellékletek: - 1. sz. melléklet: Kardírás - 2. sz. melléklet: Gyakorlófegyverek - Irodalom |           |           |

## Érdekességek
A könyv szerepel a Vívómúzeum honlapján bemutatott vívókönyvek, illetve a vívás sporttörténetével foglalkozó könyvek felsorolásában. A Vívómúzeum az OSC vívótermében található, és Németh Árpád vívómester nemzetközileg ismert gyűjteményének segítségével mutatja be a vívósport fejlődését.